# Drielandenpunt (Schengen)

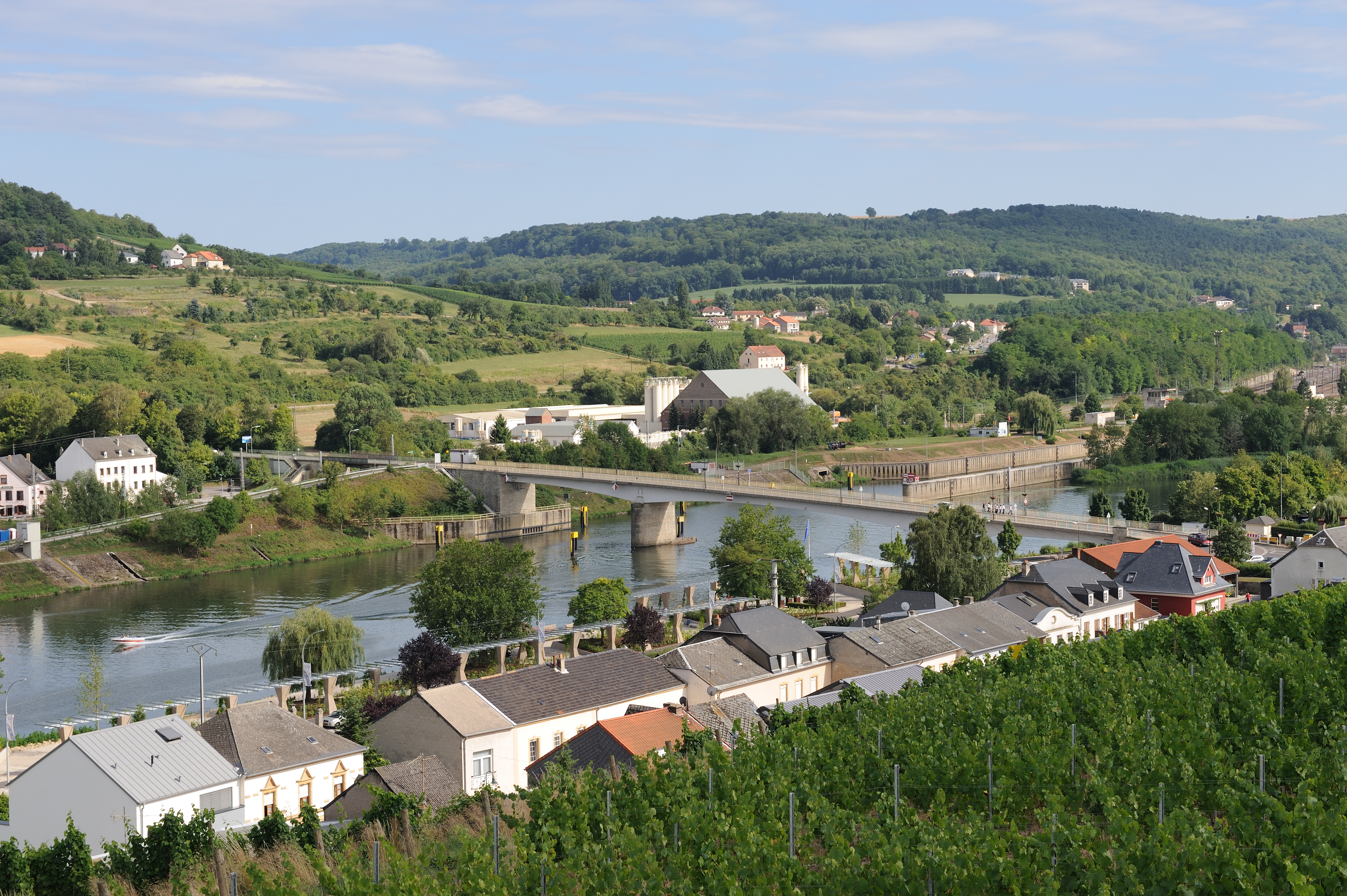
Zicht op het drielandenpunt

Het Drielandenpunt bij Schengen is een drielandenpunt waar de grenzen tussen Duitsland, Frankrijk en Luxemburg samenkomen. Het punt is gelegen in het midden van de rivier de Moezel ten oosten van Schengen. Het ligt op de grens van de gemeenten Schengen (Luxemburg), Apach (Frankrijk) en Perl in Saarland (Duitsland).
Ter hoogte van het drielandenpunt ligt op de linkeroever het Kasteel van Schengen.
In 1985 werden op een boot op de rivier nabij het drielandenpunt de Verdragen van Schengen getekend.